# Storror

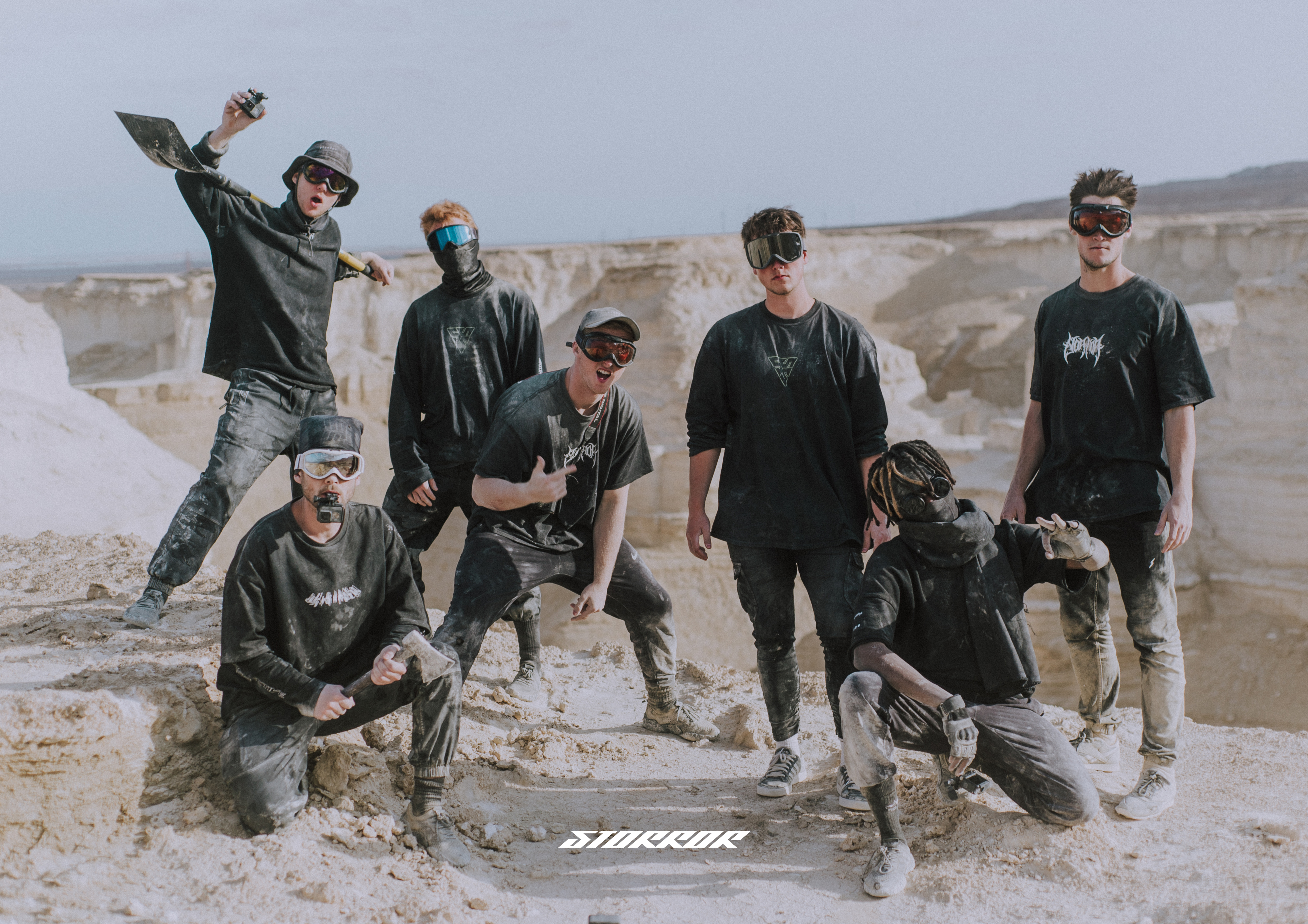
Das ganze Storror-Team in der Masada-Wüste 2019

Storror (Eigenschreibweise STORROR) ist eine Gruppe von sieben Parkour- und Freerunning-Sportlern aus Großbritannien. Neben dem YouTube-Kanal, der über 10,3 Millionen Abonnenten und knapp drei Milliarden Aufrufe hat, produzierte das Team zwei Dokumentarfilme und war in Stuntszenen anderer Filme zu sehen.

## Geschichte
Storror wurde offiziell am 10. Oktober 2010 gegründet. Das Team begann mit den Cave-Brüdern und Drew Taylor, die von den Dokumentationen Jump London (2003) und Jump Britain (2005) inspiriert wurden. Sie begannen, Videos auf ihren YouTube-Kanal hochzuladen, der ursprünglich StorrorBlog hieß. Später trafen sie andere Mitglieder der britischen Parkour-Community und gründeten 2010 so die Storror-Gruppe und den YouTube-Kanal. Storror ist der zweite Vorname beider Cave-Brüder.
In den Jahren 2011 und 2012 filmte das Team zwei Videos von Klippensprüngen in Malta, die Sprünge aus dem Azure Window beinhalteten. Im Jahr 2016 sprang das Teammitglied Max Cave zwischen den Dächern zweier Wolkenkratzer in Hongkong und lud das Video auf Instagram hoch. Sie filmten auch mehrere andere Videos in Hongkong, die später veröffentlicht wurden.
Im Mai 2017 entschuldigte sich Storror für Stunts, die im Joshua-Tree-Nationalpark durchgeführt wurden.
Im September 2017 veröffentlichte das Team seinen ersten Dokumentarfilm Roof Culture Asia, der Stunts auf den Dächern von Hongkong, Tokio und Seoul zeigt. Sie monetarisierten dieses Video über Vimeo. Es steht in sechs Sprachen zur Verfügung (Englisch, Spanisch, Chinesisch, Japanisch, Türkisch und Koreanisch).

Max Cave bei einem Sprung in Hongkong (2016)

Storror gaben ihr Spielfilmdebüt im Netflix-Film 6 Underground, der am 13. Dezember 2019 veröffentlicht wurde. Sie arbeiteten eng mit dem Regisseur Michael Bay zusammen, um Parkour-Stunts an berühmten Orten wie der Kathedrale von Florenz in Italien durchzuführen. Unter der Regie von Bay entstand sechs Jahre später auch der Dokumentarfilm We Are Storror, der im März 2025 auf dem South-by-Southwest-Festival seine Premiere feierte.

## Medienauftritte
Im Dezember 2019 begleitete das Team den Schauspieler Ben Hardy auf dem roten Teppich der New Yorker Premiere von 6 Underground.
Im Winter 2018 trat Drew Taylor in Werbespots für die italienische Sportbekleidungsmarke Ellesse neben der Schauspielerin Jessica Barden auf.
Im Juni 2018 drehte das Team eine globale Kampagne für Canon, die in Istanbul gedreht wurde, und spielte darin mit.
Im Dezember 2017 flog das Team mit Asics nach Singapur, um Parkour-Workshops und -Vorführungen zu leiten.
Toby Segar trat in den Jahren 2015, 2016 und 2019 in der ITV-Show Ninja Warrior UK auf.

## Team-Mitglieder
Das Storror-Team besteht aus:
- Max Cave (geb. 23. Dezember 1991)
- Benj Cave (geb. 28. Januar 1994)

Team Storror bei der Premiere von 6 Underground in New York (2019). Stehend v. l. n. r.: Benj Cave, Josh Burnett-Blake, Drew Taylor, Max Cave; sitzend v. l. n. r. Sacha Powell, Toby Segar, Callum Powell.

- Drew Taylor (geb. 25. Juli 1994), Guinness Weltrekordhalter[26]
- Toby Segar (geb. 21. Juli 1994), Finalist von Ninja Warrior UK 2015[27][3][25], 2016 & 2019
- Callum Powell (geb. 8. August 1991)
- Sacha Powell (geb. 16. Juni 1994)
- Josh Burnett-Blake (geb. 13. Februar 1992)